# هایک (هنرپیشه)
هایک هوسپیان (ارمنی: Հայկ Յովսէփեան) با نام هنری هایک (زاده ۱۹۳۳) ورزشکار کشتی کج و زیبایی اندام و بازیگر سینما ارمنی‌تبار اهل ایران است. وی بین سال‌های ۱۹۶۴ تا ۱۹۷۲ میلادی (۱۳۴۳–۱۳۵۱) فعالیت می‌کرد.

## زندگی
هایک هوسپیان متولد ۱۹۳۳ میلادی (۱۳۱۲ خورشیدی) در تهران، در فرهنگ فیلم‌های سینمای ایران فقط نام کوچک او نوشته شده است. هایک از قهرمانان زیبایی اندام و کشتی کج بود که در سال ۱۹۶۴ (۱۳۴۳) توسط ساموئل خاچیکیان کشف شد و با بازی در فیلم ضربت رسماً به جمع بازیگران سینمای ایران پیوست. و تا سال ۱۹۷۱ (۱۳۵۰) در نه فیلم سینمایی شرکت کرد.

## فیلم‌شناسی
فیلم‌هایی که هایک در دههٔ ۱۳۴۰ و اوایل دهه ۱۳۵۰ خورشیدی در آن بازی کرده عبارتنداز:
- ضربت (۱۳۴۳)
- قربانی سوم (۱۳۴۶)
- جهنم سفید (۱۳۴۷)
- عقاب طلایی (۱۳۴۹)
- رام کردن مرد وحشی (۱۳۴۹)
- کمربند زرین (۱۳۴۹)
- قهرمانان نمی‌میرند (۱۳۴۹)
- ملا ممد جان (۱۳۵۰)
- مردافکن (۱۳۵۰)
- احساس داغ (۱۳۵۰)
- معرکه (۱۳۵۰)
- قمار زندگی (۱۳۵۱)
- همیشه قهرمان (۱۳۵۱)